# 大熊智美
大熊 智美（おおくま ともみ）は、日本の総務官僚。

## 来歴
埼玉県さいたま市生まれ。慶應義塾大学法学部法律学科、中央大学法科大学院卒業後、司法試験及び国家公務員Ⅰ種（法律職）に合格。2009年4月に総務省入省（自治税務局企画課）。同年8月、岩手県地域振興部市町村課。2010年4月、同県政策地域部市町村課。
同年8月、環境省総合環境政策局環境経済課、総務省自治行政局地域政策課併任（2011年4月～2012年4月）。2012年4月、総務省自治税務局固定資産税課。2014年7月、自治財政局公営企業課。
2015年4月、香川県政策部地域活力推進課主幹。2016年4月、同県政策部地域活力推進課長。2017年4月、同県政策部自治振興課長。2018年7月、内閣府公益認定等委員会事務局総務課課長補佐。2019年7月、内閣府地方分権改革推進室参事官補佐。2021年7月1日、自治行政局市町村課長補佐兼自治行政局行政課2040戦略室員兼自治行政局住民制度課。
2025年4月、山口県庁総合企画部理事。